# آرالوي الكبير
آرالوي الکبیر (فولاد لوي الشمالي) (بالفارسية: ارالوی بزرگ) هي قرية تقع في إيران في أردبيل. يقدر عدد سكانها بـ 2,276 نسمة .